# Prudence
Prudence è la più piccola delle tre isole maggiori nel Rhode Island Sound, un braccio di mare al largo della costa dello Stato di Rhode Island e davanti alla baia di Narragansett. Esso costituisce il prolungamento orientale del Long Island Sound e si apre verso l'Oceano Atlantico, tra Block Island e Martha's Vineyard. Fa parte del territorio comunale di Portsmouth.
Prudence, al centro della baia di Narragansett, fronteggia Providence della quale protegge il porto, incanalato in un lungo fiordo. Occupa il settore Nordoccidentale delle isole della Contea di Newport.